# Seznam osebnosti iz Četrtne skupnosti Šentvid
Seznam osebnosti iz Četrtne skupnosti Šentvid vsebuje osebnosti, ki so se tu rodile, delovale, umrle ali so z njo povezane.

### Duhovniki, nabožni pisci
- Ferdinand Bonča (1792, Šentvid – 1840, Nazarje), nabožni pisec, duhovnik
- Janko Jovan (1878, Šentvid – 1941,?), narodni gospodar, duhovnik
- Blaž Potočnik (1799, Struževo pri Kranju – 1872, Šentvid), pisatelj, narodni buditelj, pesnik, duhovnik
- Martin Stergulc (ok. 1752, Tolminsko – po 1815, ?), duhovnik, teolog; delal in živel v Šentvidu (1800–1806)
- Alojz Uran (1945, Spodnje Gameljne –  2020), nadškof in metropolit, župnik in dekan v Šentvidu 1980-1993
- Vinko Zaletel (1912, Stanežiče – 1995, Pliberk), potopisec, duhovnik
- Salvator Zobec (1870, Vižmarje – 1934, Ljubljana), nabožni pisec, duhovnik

### Glasbeniki
- Janez Bitenc (1925, Ljubljana – 2005, Šentvid), skladatelj, glasbeni pedagog
- Franc Bricelj (1904, Šenčur – 1981, Šentvid), skladatelj, organist
- Danica Filiplič (1925, Šentvid – 1995, Idrija), pevka
- Sara Briški Cirman – Raiven, (1996, Ljubljana), pevka
- Gašper Konec (1988, Ljubljana), skladatelj, pianist; Gunclje
- Urška Križnik Zupan (1978, Celje), harfistka; Stanežiče
- Boštjan Meglič (1979, Ljubljana), bobnar skupine Siddharta; Gunclje
- Tomi Meglič (1977, Ljubljana), pevec skupine Siddharta; Gunclje
- Lojze Slak (1932, Jordankal – 2011, Gunclje), narodnozabavni glasbenik
- Maks Strmčnik (1948, Ravne na Koroškem), skladatelj; Vižmarje
- Matevž Šalehar - Hamo (1976, Ljubljana), rock/blues/soul kitarist in pevec
- Elda Viler (1944, Koštabona), pevka; Vižmarje
- Matej Zupan (1970, Zagorje), flavtist, prorektor UL; Stanežiče

### Jezikoslovci
- Anton Bajec (1897, Polhov Gradec – 1985, Ljubljana), jezikoslovec; Vižmarje
- Anton Breznik (1881, Ihan – 1944, Ljubljana), jezikoslovec
- Irena Orel (1958, Ljubljana), jezikoslovka; Brod
- Matej Šekli (1976, Šempeter pri Gorici), jezikoslovec; Šentvid
- Hotimir Tivadar (1975, Lipovci), jezikoslovec; Brod
- Ada Vidovič Muha (1940, Pivka), jezikoslovka; Vižmarje

### Likovni umetniki, arhitekti
- Janez Bernik (1933, Gunclje – 2016, Prebold), slikar, akademik
- Anton Bitenc (1920, Šentvid – 1977, Ljubljana), arhitekt
- Andrej Jemec (1934, Vižmarje), slikar, akademik
- Ted (Božidar) Kramolc (1922, Podgora – 2013, Toronto, Kanada), slikar, grafik, pisatelj
- Jože Kregar (1921, Šentvid – 1991, Šentvid), arhitekt
- Stane Kregar (1905, Zapuže – 1973, Ljubljana), slikar, duhovnik; pokopan v Šentvidu
- Miro Oman (1936, Tržič – 2012), arhitekt, risar; smuč. skakalec ..., Šentvid
- Gašpar Porenta (1870, Virmaše – 1930, Šentvid), slikar, duhovnik
- Anton Sigulin (1917, Trst – 1996, Ljubljana), kipar; Šentvid
- Josip Slovnik (1881, Šentvid – 1960, Lüneburg), slikar
- Savo Sovre (1928, Ormož – 2008, Šentvid), slikar
- Matija (Matevž) Tomec (1814, Dobrova – 1885, Šentvid), podobar
- Miroslav Tomec (1850, Šentvid – 1894, Šentvid), slikar, cerkveni glasbenik
- Janez Wolf (1825, Leskovec pri Krškem – 1884, Ljubljana), slikar; delal in živel v Šentvidu (1860–1872)
- Bogo Zupančič (1960, Ljubljana), arhitekturni zgodovinar

### Literati, prevajalci
- Anton Erjavec (1887, Brod – 1910, Veli Lošinj), duhovnik, pesnik
- Tone Čufar (1905, Jesenice – 1942, Šentvid), pesnik, pisatelj in dramatik
- Manica Koman (1880, Vižmarje – 1961, Ljubljana), pesnica in pisateljica
- Ted (Božidar) Kramolc (1922, Podgora – 2013, Toronto, Kanada), slikar, grafik, pisatelj
- Albin Magister (1926, Vižmarje - ?), pesnik v Argentini
- Mimi Malenšek (1919, Dobrla vas na Koroškem – 2012, Ljubljana), pisateljica, prevajalka; Šentvid
- Rudolf Pečjak (1891, Hinje, Žužemberk – 1940, Ljubljana), učitelj, ravnatelj meščanske šole v Šentvidu, pisatelj
- Vid Pečjak (1929, Ljubljana – 2016, Bled), psiholog, univ. profesor, pisatelj; Šentvid (v mladosti)
- Mojca Pelcar-Šarf (1977, Šentvid), pesnica
- Bogo(mir) Pregelj (1906, Vižmarje – 1970, Ljubljana), germanist, bibliotekar in prevajalec
- Slavko Pregl (1945), mladinski pisatelj, založnik in urednik
- Alenka Stanič (1938), prevajalka; Vižmarje
- Anton Vodnik (1901, Zapuže – 1965, Ljubljana), pesnik, umetnostni zgodovinar
- France Vodnik (1903, Podutik – 1986, Ljubljana), kritik, esejist, prevajalec
- France Jaroslav Štrukelj (1841, Šentvid – 1895, Šmarna gora), pisatelj, duhovnik

### Novinarji
- Andrej Mrak (Ljubljana), novinar; Stanežiče
- Bernard Nežmah (1961, Ljubljana), novinar, sociolog, univ. prof.; Brod
- Janez Stanič (1937 – 1996), novinar, publicist, urednik, prevajalec; Vižmarje
- Miha Šalehar (1974, Ljubljana), novinar; Šentvid
- Dušan Uršič – Samo Glavan (1960, Ljubljana), radijski novinar, glasbenik; Brod
- Feri Žerdin (1935 – 1992) in sin Ali Žerdin (1965, Lj); Brod
- Gregor Terzič (1986, Ljubljana), novinar; Šentvid

### Obrtniki, trgovci
- Anton Belec (1858, Šentvid – 1940, Šentvid), klepar, podjetnik, kulturnik, avtor Aljaževega stolpa
- Franc Jenko (1894, Mengeš – 1968, Ljubljana), orglarski mojster; Gunclje
- Anton Knez (1856, Podgora – 1892, Ljubljana), veletrgovec
- Ivan Knez (1853, Šentvid – 1926, Dunaj), veletrgovec, industrialec
- Kregar (družina mizarjev)

### Politiki
- Josip Gostinčar (1860, Beričevo – 1942, Vižmarje), minister za socialno politiko in član začasnega jugoslovanskega parlamenta
- Janez Kopač (1961, Ljubljana)
- Andrej Marinc (1930, Celje), politik; Podgora
- Jože Planinšek, župan (vižmarski tabor 1869)
- Miroslav Pregl (1913 - 1981)
- (Kazimir) Živko Pregl (1947 - 2011), ekonomist in politik
- Janez Premože, veleposlanik; Stanežiče
- Tine Rožanc (1895–1942), talec, narodni heroj

### Športniki
- Božo Benedik (1916, Šentvid – 2004, Bled), športni (veslaški) delavec in publicist
- Danilo Cedilnik (1947, Ljubljana), slikar, risar, alpinist; Gunclje
- Viki Grošelj (1952, Ljubljana), alpinist; Gunclje
- Marija Frantar (1956, Ljubljana – 1991, Kangčendzenga), alpinistka; Šentvid
- Damjan Fras (1973, Ljubljana), smučarski skakalec; Gunclje
- Janez Gorišek (1933, Gunclje), smučarski skakalec, gradbeni inženir skakalnic
- Henrik Neubauer (1929, Golnik), baletnik, zdravnik, pedagog; Podgora
- Miro Oman (1936, Tržič – 2012), smučarski skakalec; Šentvid
- Jože Šlibar (1934, Tržič), smučarski skakalec; Šentvid
- Anja Tepeš (1991, Ljubljana), smučarska skakalka; Stanežiče
- Jurij Tepeš (1989, Ljubljana), smučarski skakalec; Stanežiče
- Miran Tepeš (1961, Ljubljana), smučarski skakalec; Stanežiče

### Zgodovinarji, literarni zgodovinarji
- Franc Bernik (1870, Šentvid – 1948, Domžale), duhovnik, krajevni zgodovinar
- France Bernik (1927, Zapuže – 2020, Ljubljana), literarni zgodovinar, akademik (predsednik SAZU); Gunclje
- Ivan Kogovšek (1884, Šentvid – 1966, Kopanj), duhovnik, zgodovinar
- Milena Uršič (1901, Ljubljana – 1990, Ljubljana), literarna zgodovinarka, leksikografka; delala v Šentvidu
- Fran Vidic (1872, Prebold – 1944, Šentvid), literarni zgodovinar
- Barbara Vodopivec, roj. Stanič (1969, Ljubljana), zgodovinarka; Vižmarje

### Ostali
- Joško Arko, zdravnik, ustanovitelj splošne bolnice
- Andrej Bitenc (1802 – 1874), izdelovalec klavirjev, mecen (največji dobrotnik šentviške šole)
- Tone (Anton) Strojin (1938-2016), ustavni pravnik, planinski delavec in publicist; Šentvid
- Marja Strojin (1940-2013), psihologinja, socialna aktivistka, predavateljica; Šentvid
- Barbara Cerar (1971, Ljubljana), igralka; Stanežiče
- Tone Erman (1921 – 1996) gradbeni inženir skakalnic; Šentvid
- Jože Maček (*1929, Olešče), agronom, ekonomist in zgodovinar, univ. profesor, akademik; Šentvid
- Frank Sakser (1859, Šentvid – 1937, Ljubljana), urednik, založnik, tiskar, bančnik
- Franjo Sič (1893, Šentvid – 1953, Ljubljana), knjigovodski strokovnjak, pedagoški delavec
- Edvard Šlajmer (1864, Čabar – 1935, Šentvid), kirurg
- Tereza Žerdin (*1938), defektologinja, publicistka, urednica, mladinska/otroška pisateljica (Brod)
- Janko Žirovnik (Kranj, 1855 – 1946), zbiralec ljudskih pesmi, nadučitelj in sadjar, vodja štirirazredne ljudske šole in z njo združene obrtno - nadaljevalne šole v Šentvidu (1890–1909)